# Акбулак (Кавказ)
Акбула́к — гірська вершина у північно-східній частині Великого Кавказу. Знаходиться на півночі Азербайджану.